# Сен-Ва-сюр-Сёль
Сен-Ва-сюр-Сёль (фр. Saint-Vaast-sur-Seulles) — коммуна во Франции, находится в регионе Нижняя Нормандия. Департамент коммуны — Кальвадос. Входит в состав кантона Тийи-сюр-Сёль. Округ коммуны — Кан.
Код INSEE коммуны — 14661.

## Население
Население коммуны на 2010 год составляло 137 человек.
| 1962 | 1968 | 1975 | 1982 | 1990 | 1999 | 2010 |
| ---- | ---- | ---- | ---- | ---- | ---- | ---- |
| 142  | 127  | 129  | 109  | 115  | 134  | 137  |

## Экономика
В 2010 году среди 89 человек трудоспособного возраста (15—64 лет) 70 были экономически активными, 19 — неактивными (показатель активности — 78,7 %, в 1999 году было 69,9 %). Из 70 активных жителей работали 62 человека (32 мужчины и 30 женщин), безработных было 8 (6 мужчин и 2 женщины). Среди 19 неактивных 8 человек были учениками или студентами, 9 — пенсионерами, 2 были неактивными по другим причинам.